# In!
In! je křesťanský časopis pro náctileté dívky.,,
Časopis má být alternativou oproti jiným dívčím časopisům, které se věnují převážně sexu, bulváru a populárním zpěvákům[zdroj⁠?!]. In nabízí odpovědi na otázky, které mívají mladá věřící děvčata, rozhovory s křesťanskými kapelami, nápady pro šikovné ruce a podobné.